# Expedição 19
Expedição 19 foi a décima-nona missão tripulada humana à Estação Espacial Internacional. Realizada entre 8 de abril e 29 de maio de 2009, contou com a participação de um russo, um norte-americano e um japonês. Esta foi a última expedição com apenas três integrantes e teve a duração de menos de dois meses; com a chegada da Soyuz TMA-15 em 29 de maio, trazendo mais três astronautas, os seis se tornaram a Expedição 20.

## Tripulação
| Posição             | Tripulante      |
| ------------------- | --------------- |
| Comandante          | Gennady Padalka |
| Engenheiro de voo 1 | Michael Barratt |
| Engenheiro de voo 2 | Koichi Wakata   |

## Insígnia
A insígnia da missão enfatiza a Terra, um dos maiores focos de atenção e estudo desde o posto avançado em órbita. O desenho é estilizado para realçar a beleza do planeta e da estação em órbita, próxima ao Sol, agora a inquestionável "estrela mais brilhante no céu", como visto da Terra.

## Missão
A expedição realizou 98 experiências científicas na área de pesquisa humana, desenvolvimento e observação da Terra, além de atividades educacionais, ciências físicas e biológicas. A Rússia realizou suas pesquisas separadamente. Em  20 de abril de 2009, uma determinação causou mal estar a bordo. O comandante russo Padalka reclamou com os controles da missão sobre as novas orientações, que proibia os cosmonautas de o usar o banheiro e os aparelhos de ginástica da parte norte-americana da estação e que havia sido orientado a comer apenas a ração de alimentos fornecida pela Agência Espacial Russa. Padalka queixou-se de que tais procedimentos influenciavam negativamente na moral de toda tripulação. O fato, que não ocorria anteriormente com todos dividindo e usando tudo, passou a existir à medida que as viagens tornaram-se mais "comerciais". O que ocorreu é que os russos passaram a cobrar dos norte-americanos por transportá-los ao espaço nas Soyuz e a NASA retaliou proibindo os russos de usarem o material de uso pessoal mais moderno a bordo, de fabricação norte-americana.

## Galeria

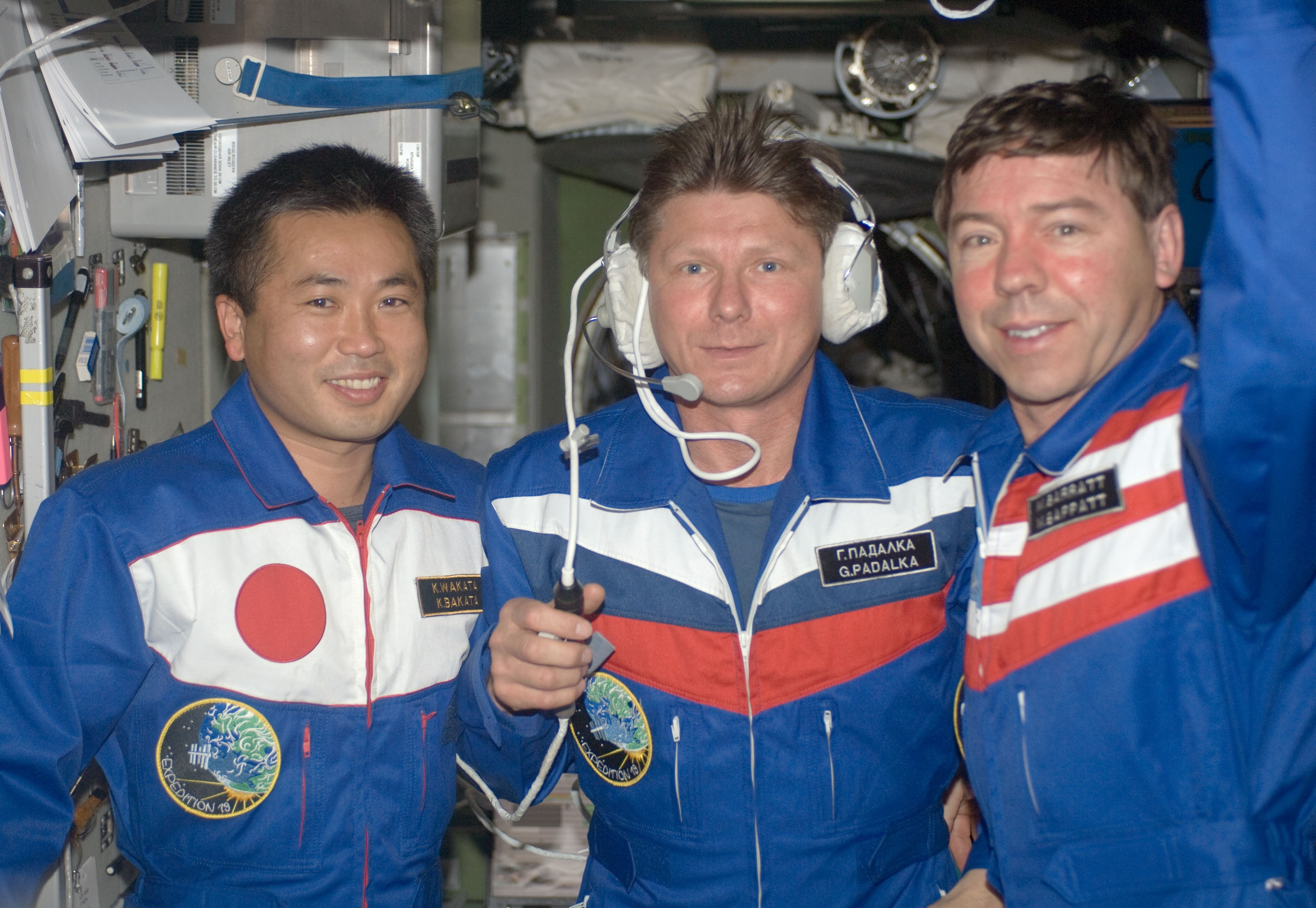
A tripulação no módulo  Zvezda.
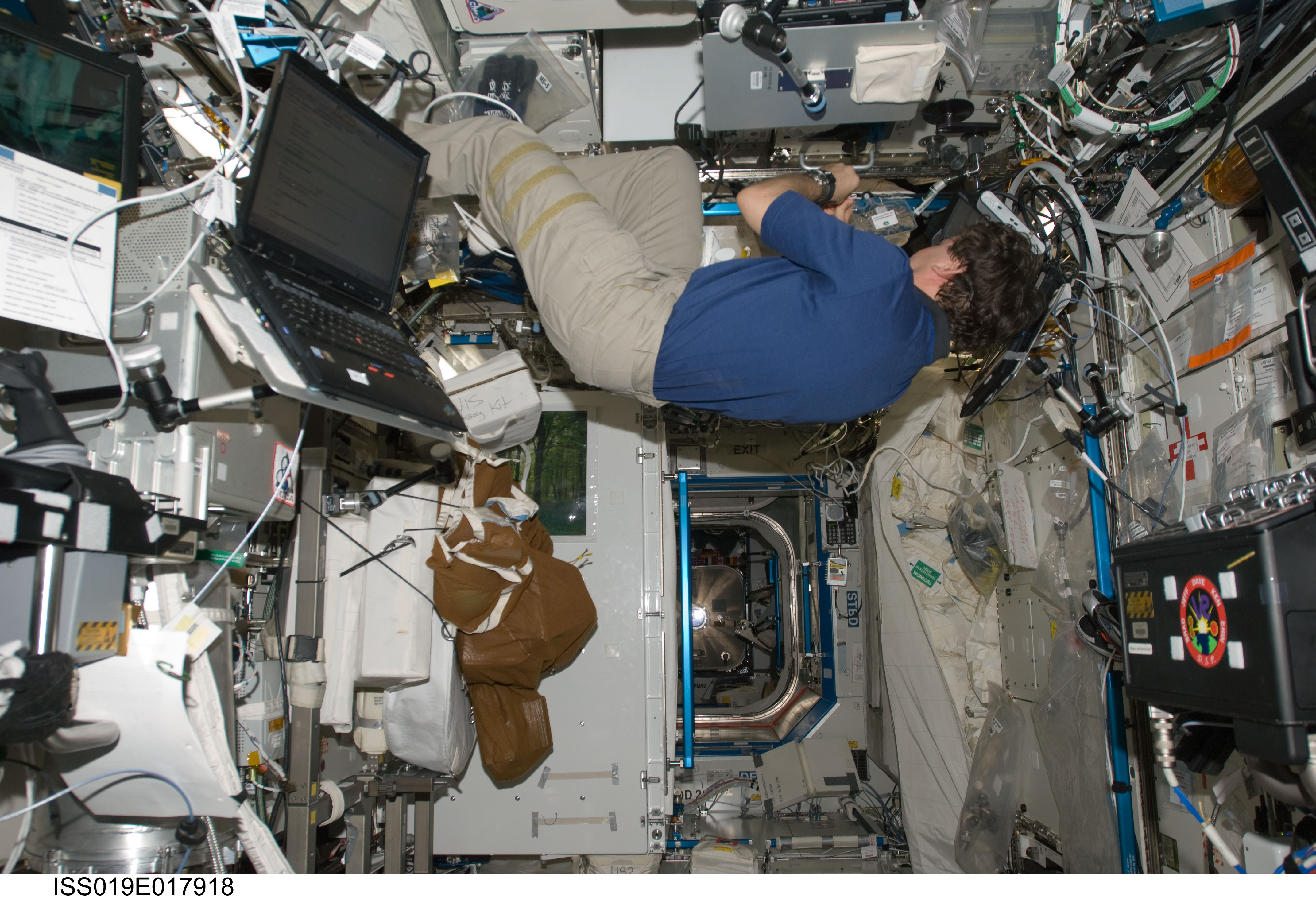
Michael Barratt flutua no módulo Destiny.
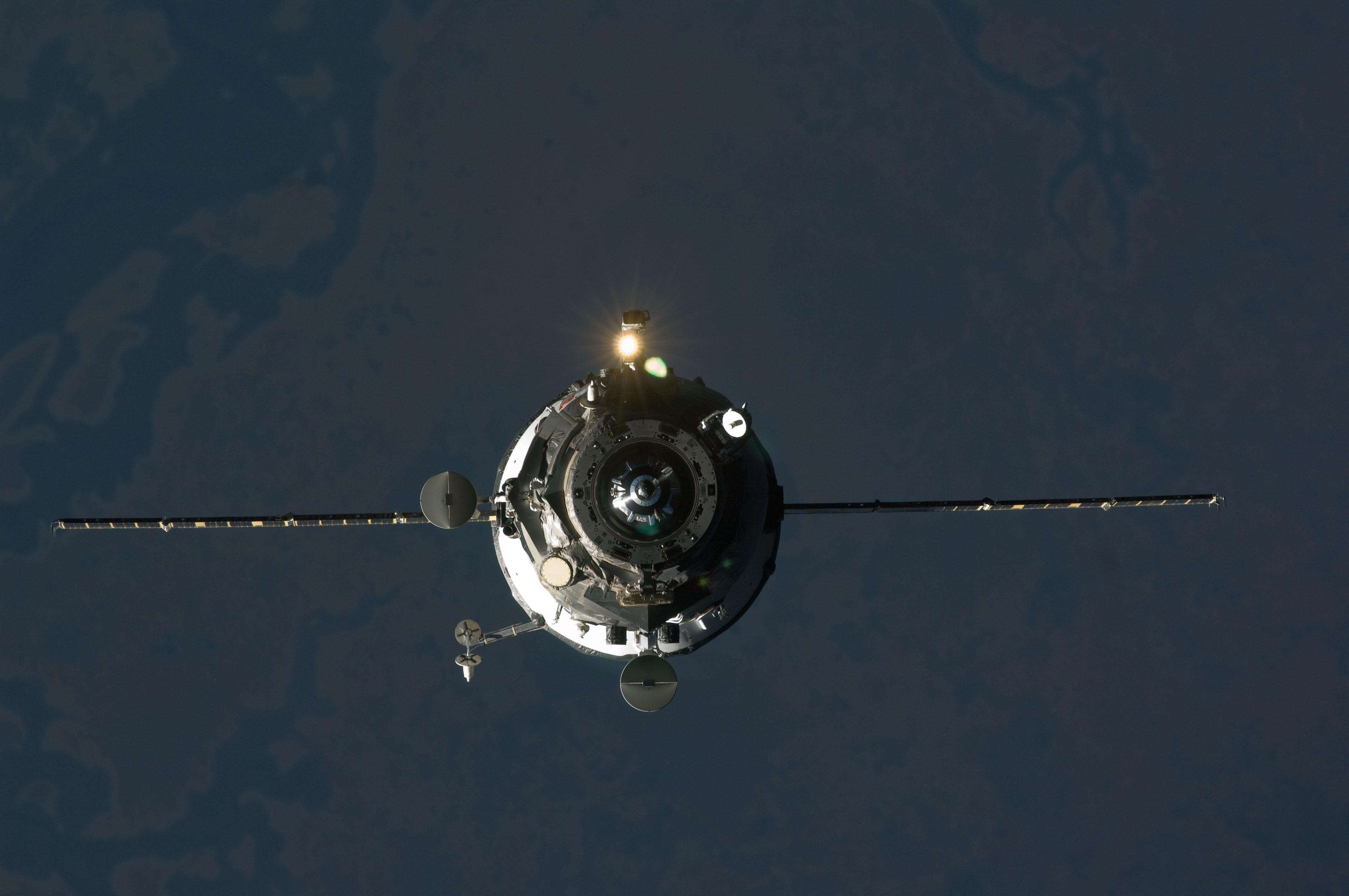
A nave não-tripulada Progress M-02M se aproxima para acoplagem na ISS.
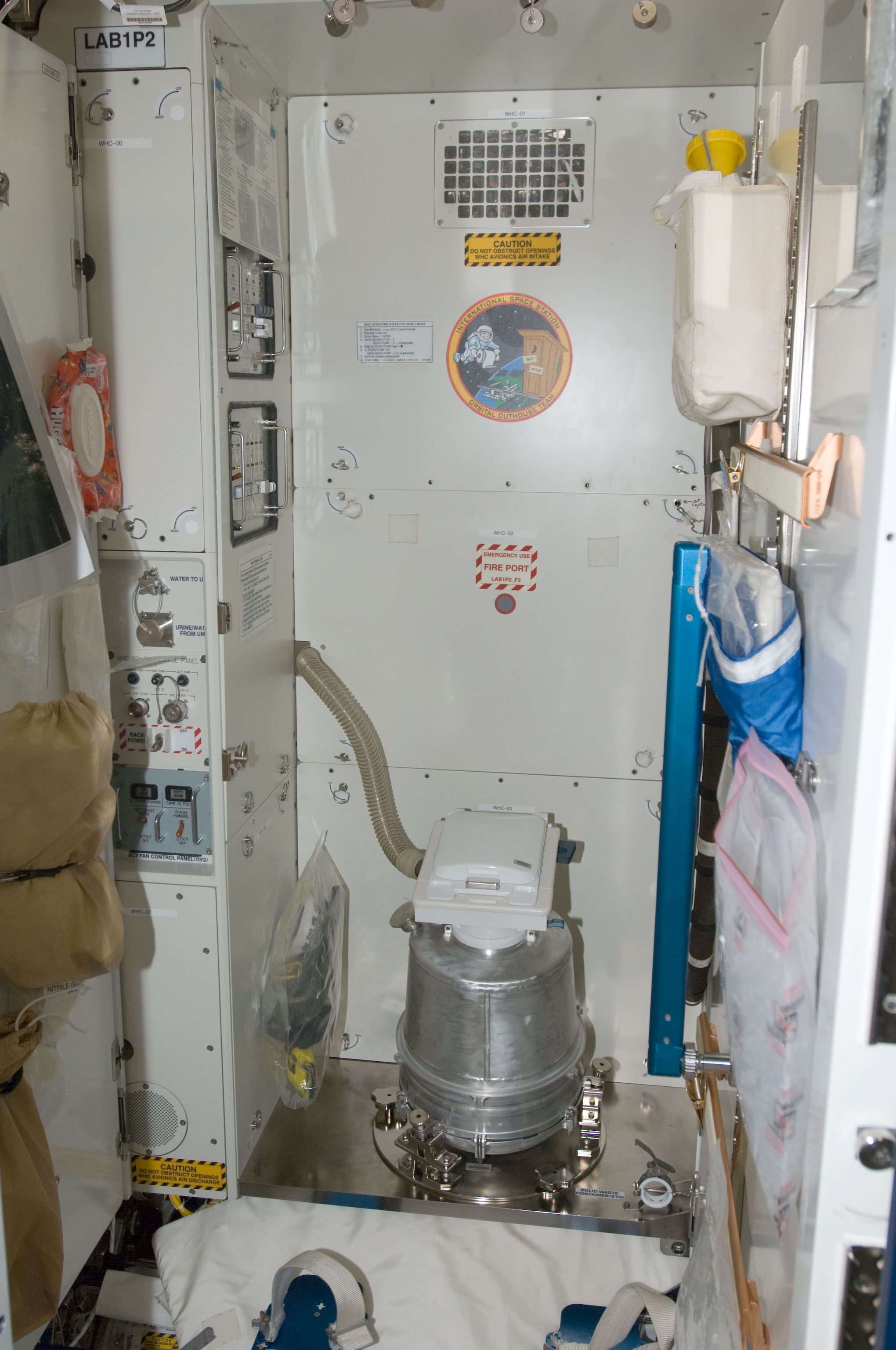
Compartimento de higiene no módulo Destiny.
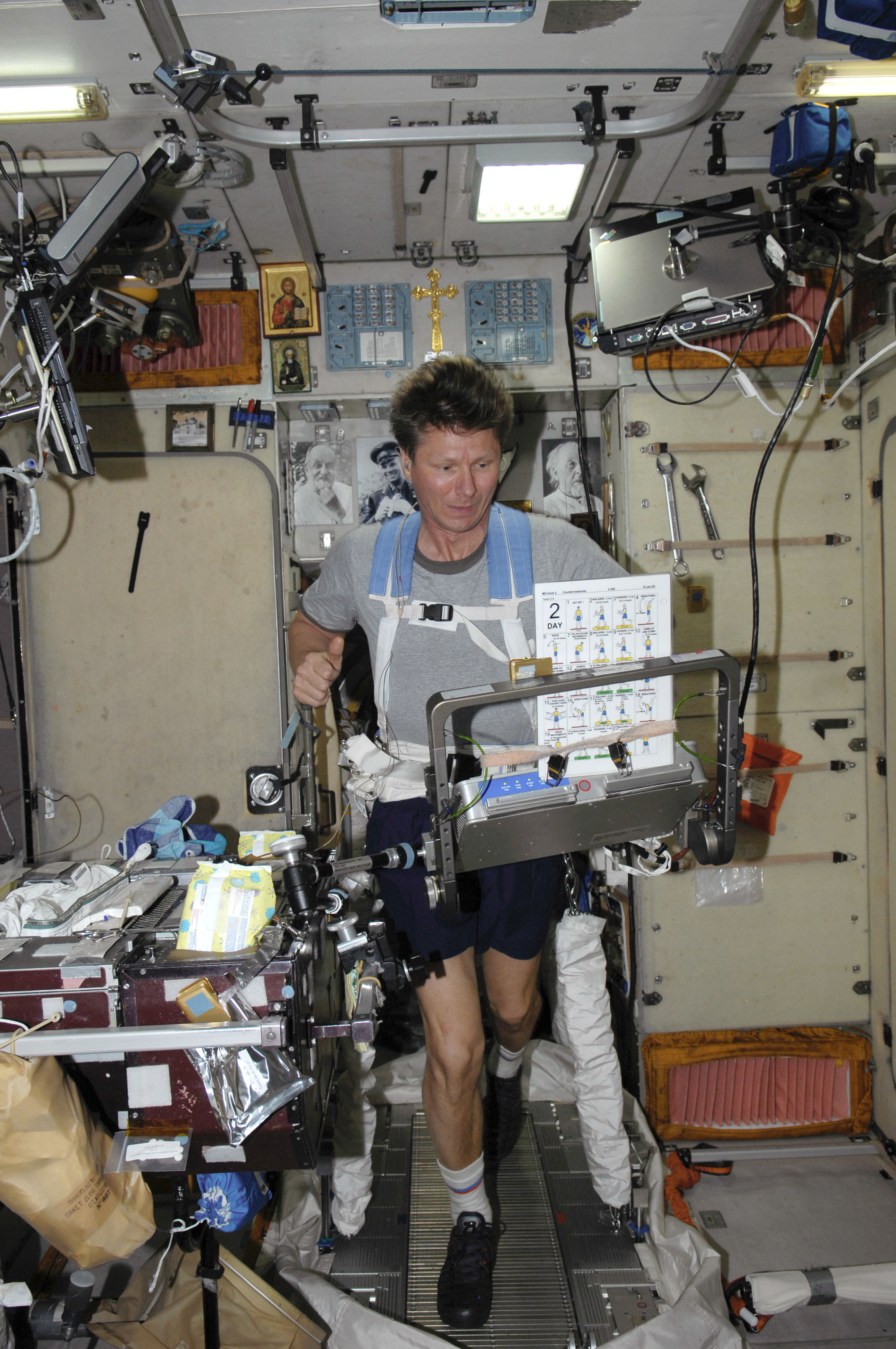
O comandante  Gennady Padalka faz exercícios a bordo.
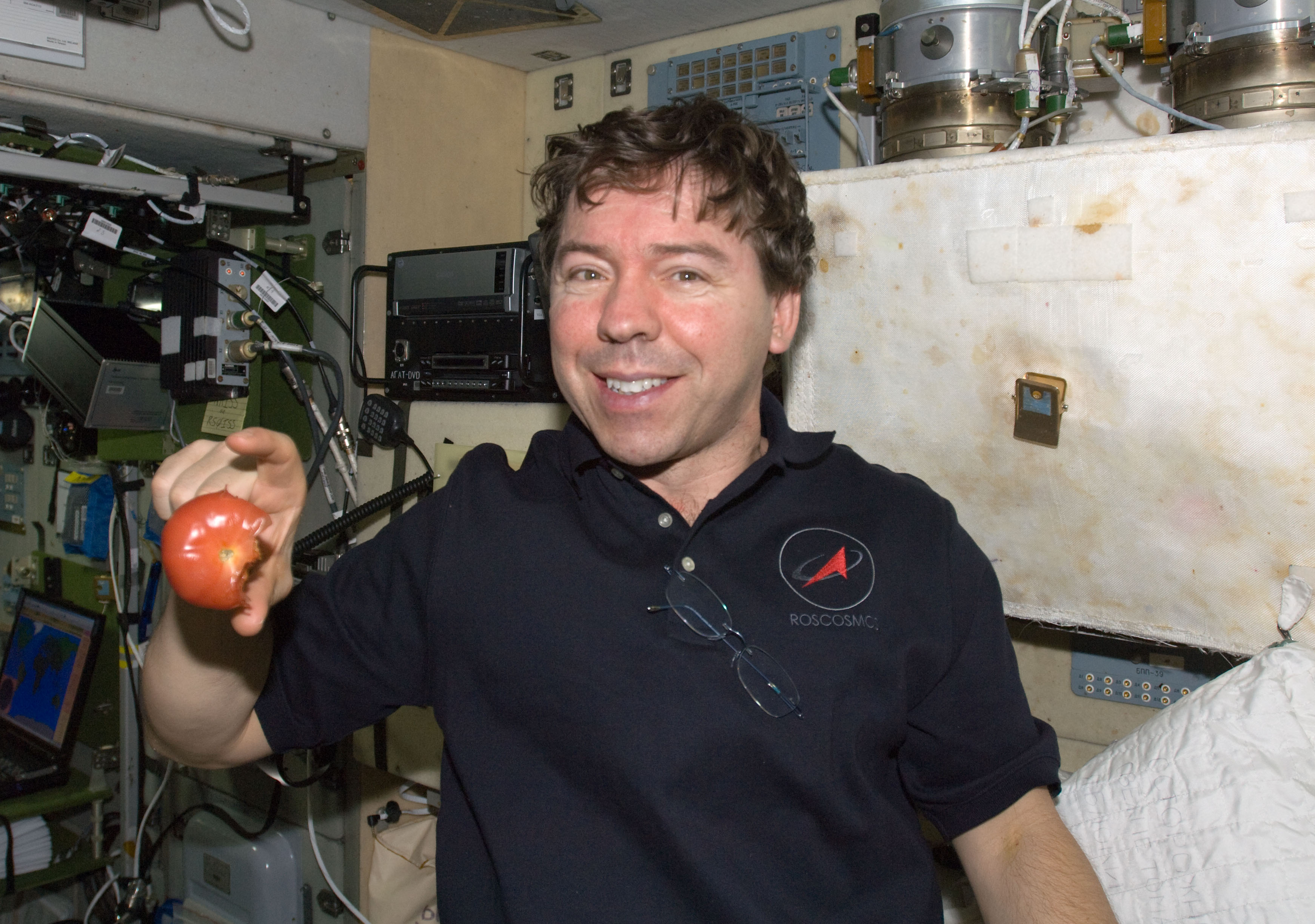
Barratt flutua um tomate no módulo Zvezda.